# Don Olsen kommer til byen
Don Olsen kommer til byen er en dansk film fra 1964, instrueret af Anker Sørensen og skrevet af Aage Stentoft, Klaus Rifbjerg, Knud Poulsen, Bent Christensen.
Som et kreativt valg, er filmen fortrinsvis filmet i Sort/Hvid, men får i de sidste 5 ½ minutter farver. Dette skal ses i lyset af at farvespillefilm havde vundet kraftigt frem siden Erik Ballings 'Kispus' fra 1956.

## Medvirkende
- Dirch Passer
- Buster Larsen
- Bodil Udsen
- Birgitte Price
- Marguerite Viby
- Bendt Rothe
- Otto Brandenburg
- Daimi Larsen
- Karl Stegger
- Christian Arhoff
- Arthur Jensen
- Valsø Holm
- Kai Holm
- Ejner Federspiel
- Bjørn Spiro
- Holger Vistisen
- Carl Ottosen
- Jørgen Weel
- Gunnar Strømvad
- Gunnar Lemvigh
- Lotte Tarp
- Ebba Amfeldt
- Aage Winther-Jørgensen
- Gerda Madsen
- Lili Heglund
- Jytte Abildstrøm
- Avi Sagild
- Ole Monty
- Hans W. Petersen
- Preben Kaas
- Jørgen Ryg
- Ebbe Langberg
- Ove Sprogøe
- Preben Mahrt
- Grethe Sønck
- Inger Stender

## Eksterne links
- Don Olsen kommer til byen på Internet Movie Database (engelsk)
- Don Olsen kommer til byen på Filmdatabasen
- Don Olsen kommer til byen på danskefilm.dk
- Don Olsen kommer til byen på danskfilmogtv.dk
- Don Olsen kommer til byen på Scope
- Don Olsen kommer til byen i Svensk Filmdatabas (svensk)
- Don Olsen kommer til byen på The Movie Database (engelsk)